# Liste der denkmalgeschützten Objekte in Waldenstein
Die Liste der denkmalgeschützten Objekte in Waldenstein enthält die 5 denkmalgeschützten, unbeweglichen Objekte der Gemeinde Waldenstein.

## Denkmäler
| Foto |                 | Denkmal                                                        | Standort                                | Beschreibung | Metadaten |
| ---- | --------------- | -------------------------------------------------------------- | --------------------------------------- | --- | --- |
| ja   | Datei hochladen | Ortskapelle Albrechts HERIS-ID: 29674 Objekt-ID: 26332         | Albrechts Standort KG: Albrechts        | Die Ortskapelle von Albrechts verfügt über eine Putzbändergliederung und eine Volutengiebelfassade unter Dachreiter mit Zwiebelhelm. Sie wurde im 18. Jahrhundert erbaut und befindet sich an der Kreuzung der Durchgangsstraße mit der nördlichen Angerstraße. Der innen flach gedeckte Bau mit Medaillonstuckrahmen und gewölbter Halbkreisapsis ist mit einem marmorierten Nischenaltar in barockem Stil und Kreuzwegbildern in Hinterglasmalerei ausgestattet. | BDA-Hist.: Q37927709 Status: § 2a Stand der BDA-Liste: 2025-06-30 Name: Ortskapelle Albrechts GstNr.: .28                                              |
| ja   | Datei hochladen | Ortskapelle Groß-Höbarten HERIS-ID: 29680 Objekt-ID: 26338     | Groß-Höbarten Standort KG: Großhöbarten | Die Ortskapelle am Südrand des Dorfangers wurde 1762 errichtet. Der zweijochige Bau mit Halbkreisapsis und gefaschten Rundbogenfenstern hat über dem geschweiften Giebel einen Dachreiter mit Pyramidendach. Sie ist innen mit einem Platzgewölbe über Gurt- und Schildbögen, einem Rankenrahmenaltar aus der Zeit um 1700 mit Altarblatt Heimsuchung aus dem 19. Jahrhundert und barocken Figuren der Heiligen Donatus und Leonhard vom Anfang des 18. Jahrhunderts ausgestattet. | BDA-Hist.: Q37927722 Status: § 2a Stand der BDA-Liste: 2025-06-30 Name: Ortskapelle Groß-Höbarten GstNr.: .8                                           |
| ja   | Datei hochladen | Ortskapelle Groß-Neusiedl HERIS-ID: 29683 Objekt-ID: 26341     | Groß-Neusiedl Standort KG: Großneusiedl | Die Ortskapelle von Groß-Neusiedl steht am Anger. Der innen flach gedeckte Bau mit Halbkreisapsis und Dachreiter mit Zwiebelhelm wurde vermutlich in der zweiten Hälfte des 19. Jahrhunderts erbaut und verfügt über einen mit 1911 bezeichneten Neorenaissancealtar, eine Figur der Maria mit Kind, seitlich Figuren der Heiligen Josef und Agnes sowie barocke Figuren der Heiligen Anna und Joachim aus dem 18. Jahrhundert. | BDA-Hist.: Q37927737 Status: § 2a Stand der BDA-Liste: 2025-06-30 Name: Ortskapelle Groß-Neusiedl GstNr.: .27                                          |
| ja   | Datei hochladen | Ortskapelle HERIS-ID: 29685 Objekt-ID: 26343                   | Standort KG: Grünbach                   | Die Ortskapelle am Anger von Grünbach wurde 1862 geweiht. Der innen flach gedeckte Bau mit gewölbter Halbkreisapsis und profilierten Rundbogenfenstern hat einen Dachreiter über geschweiftem Giebel. Ihr klassizistischer Altar ist ein Werk von Sebastian Schön aus dem Jahr 1861. Zur weiteren Ausstattung gehören Figuren der Maria mit Kind, der Heiligen Leonhard und Florian im barocken Stil sowie ein geschnitztes Relief der heiligen Barbara vom Anfang des 16. Jahrhunderts. | BDA-Hist.: Q37927744 Status: § 2a Stand der BDA-Liste: 2025-06-30 Name: Ortskapelle GstNr.: 1                                                          |
| ja   | Datei hochladen | Kath. Pfarrkirche hl. Michael HERIS-ID: 29675 Objekt-ID: 26333 | Standort KG: Waldenstein                | Die Pfarrkirche befindet sich erhöht im Südosten von Waldenstein und ist von einem Friedhof mit erneuerter Mauer umgeben. Die gotische, später mehrfach umgebaute Wallfahrtskirche wurde ursprünglich als romanische Ostturmkirche, möglicherweise an Stelle einer ehemaligen Burgkapelle, angelegt. Der quadratische Westturm stammt aus der zweiten Hälfte des 16. Jahrhunderts. Seine frühbarocke Ortsteinrahmung geht wahrscheinlich auf die zweite Hälfte des 17. Jahrhunderts zurück. Er verfügt über rundbogige Schallfenster, ein barockes Abschlussgesims und einen Glockenhelm. Das im Kern gotische Langhaus ist von Rundbogenfenstern aus der ersten Hälfte des 19. Jahrhunderts durchbrochen. Im ausladenden Querhaus und dem dreiseitig geschlossenen Chor von 1965 sind im Kern die Ummantelungsbauten von 1837 und der zweijochige Chor vom Ende des 14./Anfang des 15. Jahrhunderts einbezogen. | BDA-Hist.: Q23541914 Status: § 2a Stand der BDA-Liste: 2025-06-30 Name: Kath. Pfarrkirche hl. Michael GstNr.: .18 Pfarrkirche hl. Michael, Waldenstein |